# Тербивил (Јужна Каролина)
Тербивил (енгл. Turbeville) град је у америчкој савезној држави Јужна Каролина.

## Демографија
По попису из 2010. године број становника је 766, што је 164 (27,2%) становника више него 2000. године.
| Група             | 2000.       | 2010.       |
| Белци             | 381 (63,3%) | 459 (59,9%) |
| Афроамериканци    | 210 (34,9%) | 277 (36,2%) |
| Азијати           | 0 (0,0%)    | 4 (0,5%)    |
| Хиспаноамериканци | 9 (1,5%)    | 22 (2,9%)   |
| Укупно            | 602         | 766         |